# Nesospiza
Nesospiza és un gènere d'ocells de la família dels tràupids (Thraupidae).

## Taxonomia
Segons la Classificació del Congrés Ornitològic Internacional (versió 14.2, 2024) aquest gènere està format per tres espècies:
- Frigil de l'illa Inaccessible (Nesospiza acunhae Cabanis, 1873)
- Frigil de Wilkins (Nesospiza wilkinsi Lowe, 1923)
- Frigil de l'illa de Nightingale (Nesospiza questi Lowe, 1923)